# مارتا گارسیا (اتومبیل‌ران)
مارتا گارسیا لوپز (اسپانیایی: Marta García López) زاده ۹ اوت ۲۰۰۰، یک راننده مسابقه‌ای اسپانیایی است که در حال حاضر در مسابقات فرمول منطقه‌ای اروپا (۲۰۲۴) برای تیم آیرون دیمز رانندگی می‌کند. او در سال ۲۰۲۳ و با تیم پرما ریسینگ، قهرمان اولین فصل از مسابقات آکادمی اف‌وان شد.

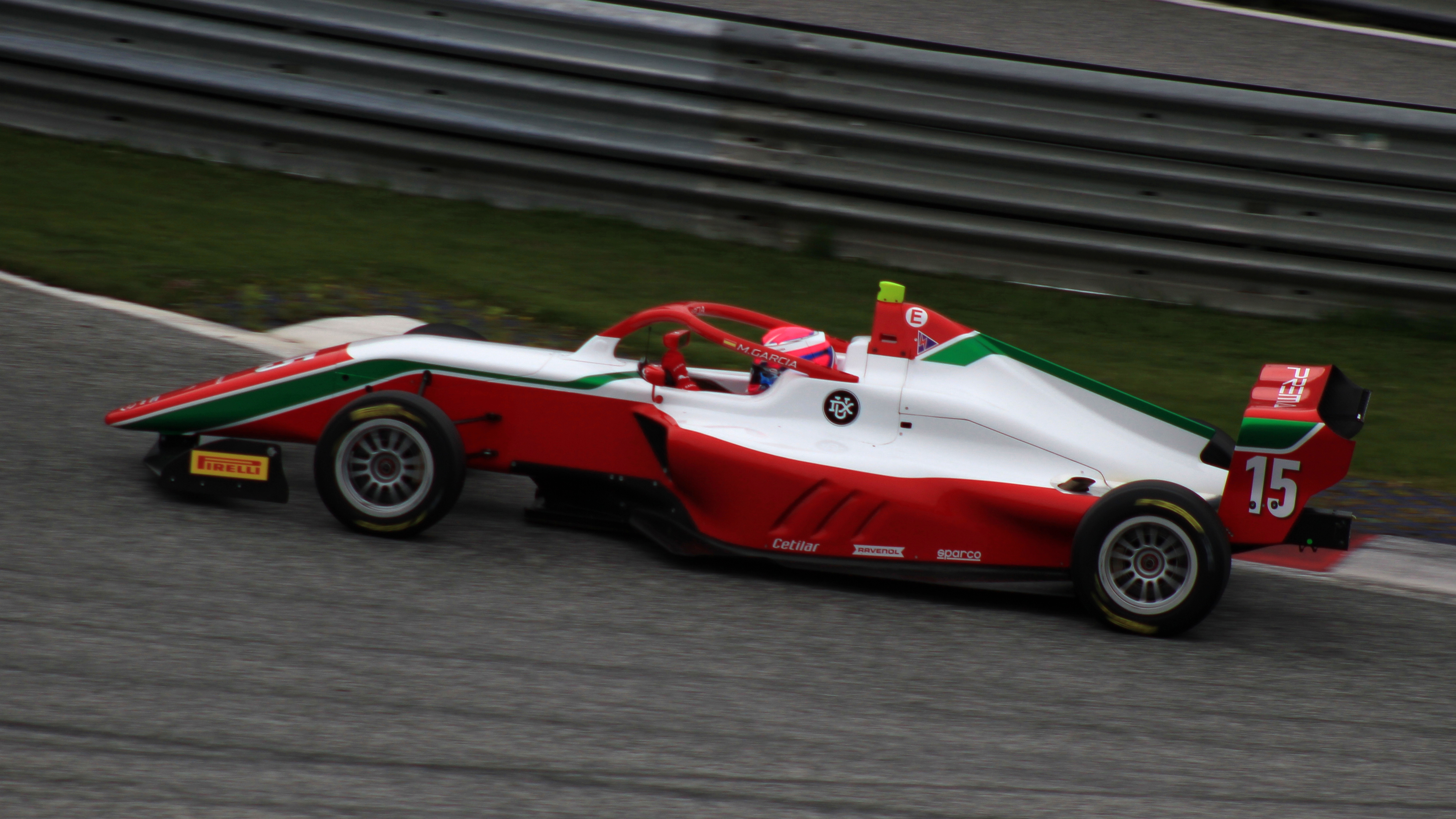
مارتا گارسیا، خودروی پرما ریسینگ، فصل ۲۰۲۳ آکادمی اف‌وان

او در گذشته موفق به کسب عناوینی چون جایزه آکادمی کارتینگ در سال ۲۰۱۵، تروفیو دل ایندوستریه (قدیمی‌ترین مسابقه کارتینگ) و همچنین یک پیروزی در سری دبلیو شد.

## پیشینه مسابقات
خلاصه مسابقات مارتا گارسیا
| فصل  | مجموعه                  | تیم              | تعداد مسابقات | پیروزی | پول | سکو | امتیازات | جایگاه نهایی |
| ---- | ----------------------- | ---------------- | ------------- | ------ | --- | --- | -------- | ------------ |
| ۲۰۱۶ | قهرمانی فرمول ۴ اسپانیا | درایوکس          | ۱۱            | ۰      | ۰   | ۰   | ۰        | مهمان        |
| ۲۰۱۷ | قهرمانی فرمول ۴ اسپانیا | ام‌پی موتوراسپورت | ۲۰            | ۰      | ۰   | ۰   | ۷۰       | نهم          |
| ۲۰۱۷ | قهرمانی اس‌ام‎‌پی فرمول ۴  | ام‌پی موتوراسپورت | ۳             | ۰      | ۰   | ۰   | ۸        | هفدهم        |
| ۲۰۱۹ | سری دبلیو               | های‌تک جی‌پی       | ۶             | ۱      | ۱   | ۲   | ۶۶       | چهارم        |
| ۲۰۲۱ | سری دبلیو               | پوما             | ۷             | ۰      | ۰   | ۱   | ۲۱       | دوازدهم      |
| ۲۰۲۲ | سری دبلیو               | کورت‌دائو         | ۷             | ۰      | ۱   | ۱   | ۴۵       | ششم          |
| ۲۰۲۳ | آکادمی اف‌وان            | پرما ریسینگ      | ۲۱            | ۷      | ۵   | ۱۲  | ۲۷۸      | قهرمان       |
| ۲۰۲۴ | فرمول منطقه‌ای اروپا     | آیرون دیمز       | *             | *      | *   | *   | *        | *            |

* فصل جاری